# Karl Rothammel
Karl Rothammel (Fürth, 1914 — Sonneberg, 29 de novembro de 1987) foi um radioamador, autor e educador alemão. 
Publicou artigos no jornal Radioamatér por cinco anos, e vários livros incluindo "Very High Frequencies" e "Practice of the Television Aerials". Rothammel nasceu em 1914, em Fürth, na Baviera, Alemanha e morreu aos 73 anos de idade em Sonneberg, Turíngia, Alemanha. Y21BK foi o seu último indicativo de chamada de radioamador. 